# Juan Luis Rascón
Juan Luis Rascón Ortega (Begíjar, Jaén, 9 de marzo de 1961) es un juez, profesor universitario y escritor español.

## Biografía
Su infancia y adolescencia las pasó entre Begijar, Linares y Baeza, provincia de Jaén. En Baeza estudió bachillerato, marchando posteriormente a Granada a estudiar la licenciatura de Derecho (1979-1984). En 1987 ganó por oposición libre plaza propia en las carreras fiscal y judicial, trabajando desde entonces como juez en Berja (Almería) y luego en Córdoba. En la actualidad, es magistrado en esta ciudad. Es profesor de Derecho constitucional en la Universidad de Córdoba y asesor de las Naciones Unidas en Derecho procesal internacional.
Entre los años 2004 y 2011 fue diputado en las Cortes Generales representando a la provincia de Córdoba por el PSOE. Entre sus trabajos parlamentarios destaca su participación en la Comisión de investigación de los atentados del 11 de marzo de 2004. Fue el primer diputado en publicar en internet todos sus bienes, ingresos e intereses familiares, siendo su página web una de las más seguidas del ámbito político nacional. En esa página mantenía contacto permanente, diario y directo con los ciudadanos y opinaba sobre asuntos de la actualidad parlamentaria y política, siendo algunas de esas opiniones  controvertidas. Sus reflexiones están recopiladas en el libro "Desde el escaño", publicado por la editorial Bubok.
Desde 1988 es miembro de la asociación Jueces para la Democracia, de la que fue portavoz.
Son numerosos los libros y estudios sobre Derecho Constitucional, Derecho Penal y Derecho Procesal que tiene publicados.
Escritor y articulista en prensa nacional y regional. Ha publicado en 2014 la novela "Ginamon Orange".